# Francesco Guardi
Francesco Guardi, född 5 oktober 1712 i Venedig, Italien, död där 1 januari 1793, var en italiensk målare, främst verksam inom vedutamåleriet. Han var bror till Giovanni Antonio Guardi.
Guardi blev 1784 medlem av Venedigs konstakademi, Accademia di Belle Arti di Venezia, som hade grundats 1750. Guardi är representerad vid bland annat Göteborgs konstmuseum och Nationalmuseum i Stockholm.
Asteroiden 8124 Guardi är uppkallad efter honom.

## Bilder

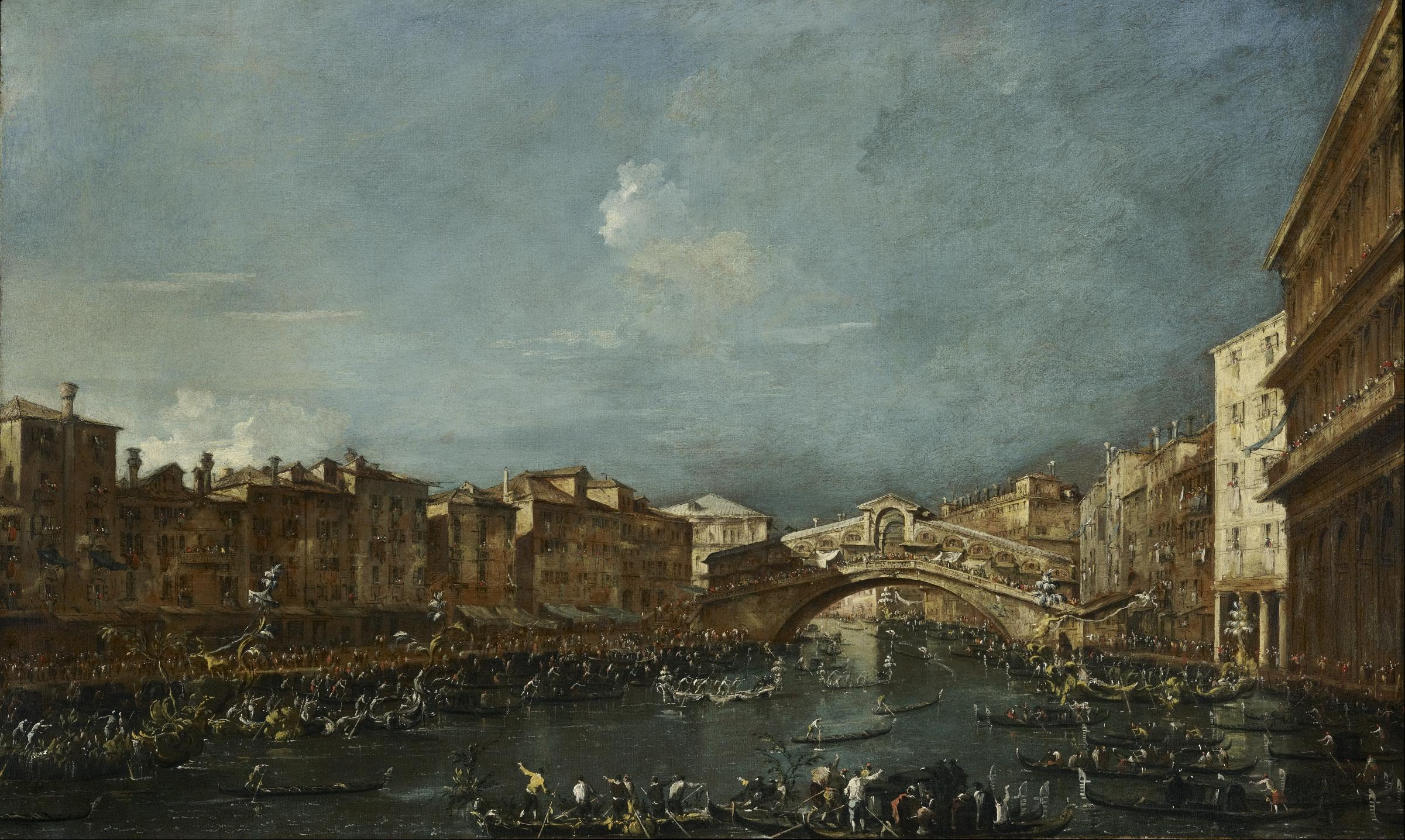
Regatta vid Rialtobron (1770–1779). Museum of Fine Arts, Houston.
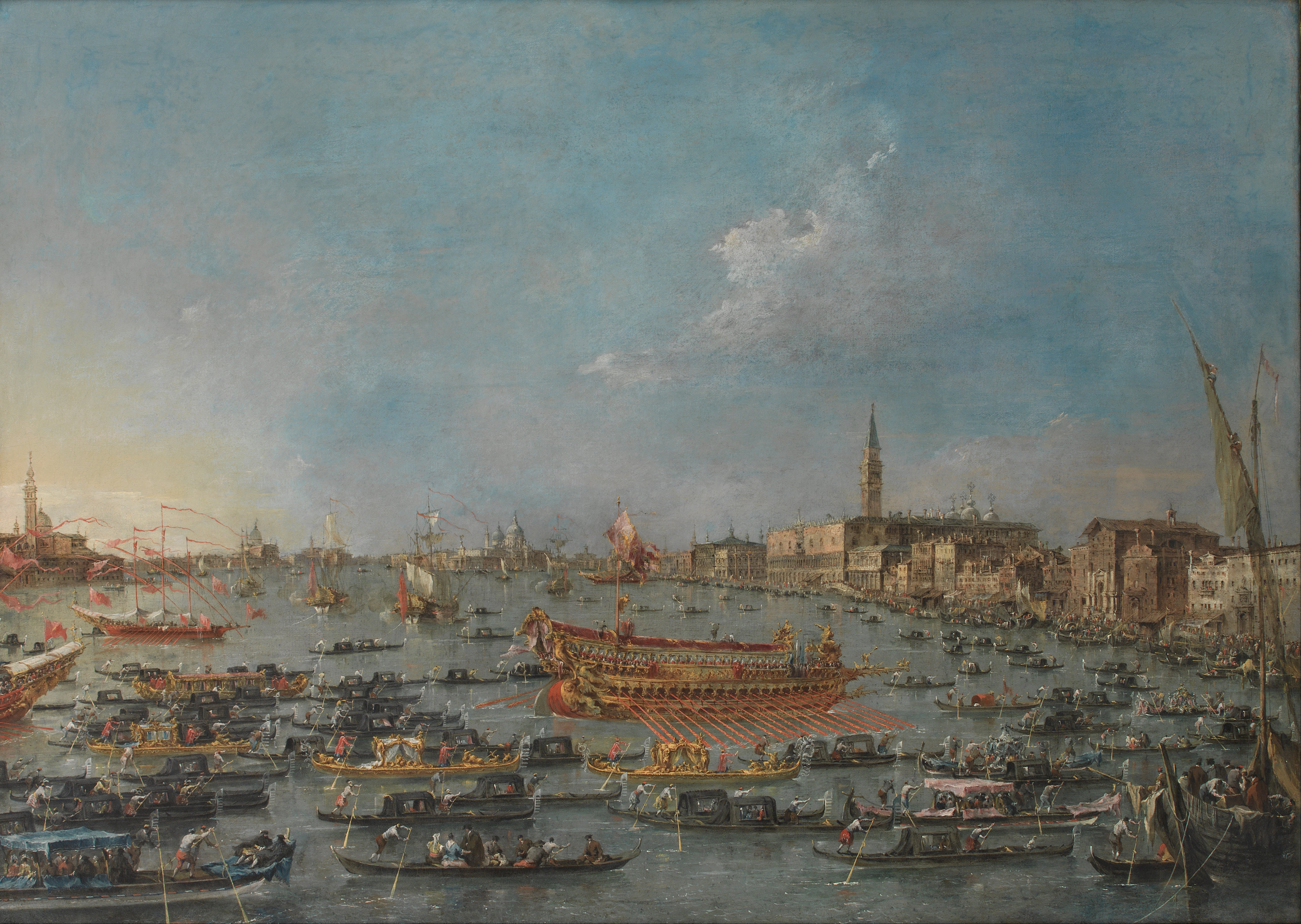
Bucintoro-festivalen i Venedig (1727–1793). Statens Museum for Kunst, Köpenhamn.
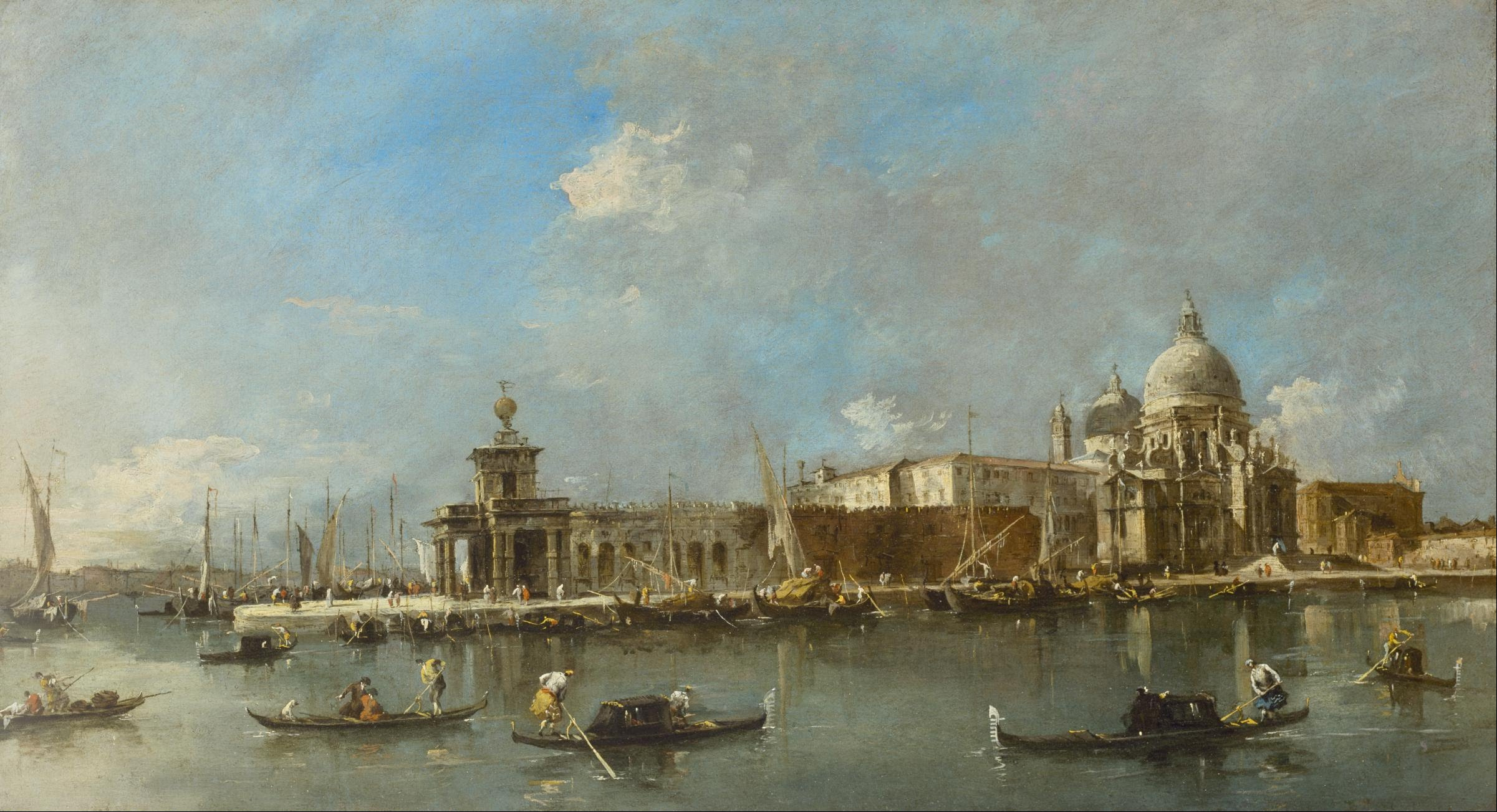
Santa Maria della Salute och Dogana, Venedig (1781–1785). Museum of Fine Arts, Houston.